# Giorgio Spinola
Giorgio Spinola (ur. 5 czerwca 1667 w Genui, zm. 17 stycznia 1739 w Rzymie) – włoski kardynał.

## Życiorys
Był synem Cristofora Spinoli i Ersilii Centurione. Początkowo studiował literaturę w kolegium jezuickim w Sienie, a następnie na tamtejszym uniwersytecie, w 1691 uzyskał stopie doktora utroque iure. Po ukończeniu studiów został referendarzem Najwyższego Trybunału Sygnatury Apostolskiej i prałatem papieskim. W 1695 został wicelegatem w Ferrarze oraz konsultorem rzymskiej inkwizycji. W latach 1696–1699 był gubernatorem w Civitavecchia i superintendentem w Corneto. Od 1699 do 1701 był gubernatorem w Viterbo, a od 1701 do 1703 – w Perugii. 6 czerwca 1706 przyjął święcenia diakonatu, a tydzień później prezbiteratu. 1 czerwca 1711 został wybrany arcybiskupem tytularnym Cezarei Kapadockiej, a sześć dni później przyjął sakrę. Tego samego roku został mianowany nuncjuszem apostolskim w Hiszpanii, a dwa lata później w Austrii. 29 listopada 1719 został kreowany kardynałem prezbiterem i otrzymał kościół tytularny S. Agnetis extra moenia. Od 10 maja 1721 do 7 marca 1724 był sekretarzem stanu. Od 20 lutego 1726 przez roczną kadencję pełnił rolę kamerlinga Kolegium Kardynałów. Był także prefektem Kongregacji ds. Immunitetów Kościelnych, legatem w Bolonii i protektorem zakonu kamedułów. Podczas nieobecności kardynała Annibale Albaniego (1736-1737), Spinola pełnił w zastępstwie rolę kamerlinga. 3 sierpnia 1738 został podniesiony do rangi kardynała biskupa i otrzymał diecezję suburbikarną Palestriny.